# Dylan Taylor
Dylan Taylor (* um 1963 in Norfolk, Virginia) ist ein US-amerikanischer Jazzcellist und -bassist.
Taylor begann mit zehn Jahren Cello zu spielen, mit zwölf kam Bassgitarre und mit 18 Viola hinzu. Später studierte er Bass bei Al Stauffer, Dennis Sandole, Buster Williams (mit einem Stipendium des NEA) und bei John Patitucci. Seine Profikarriere begann er in der Jazzszene im Raum Philadelphia. Taylor wurde bekannt durch Kooperationen mit Musikern wie Herbie Hancock, Freddie Hubbard, Lee Konitz, Larry Coryell oder Mose Allison; als Cellist spielte er mehrere Jahre in der Gruppe des Vibraphonisten Khan Jamal, bei dessen CIMP-Alben Percussion and Strings (1997) und Balafon Dance (2002) er mitwirkte. Mit Khan Jamal nahm er außerdem 2007 das Duoalbum Fire and Water auf. Außerdem spielte Taylor mit Sam Dockery, im Tom Lawton Trio, das im Philadelphia Four Seasons Hotel auftrat, sowie im Quartett des Saxophonisten Tony Williams, das im Ritz-Carlton Hotel spielte. Er wirkte bei Aufnahmen von Bobby Zankel mit; mit der Sängerin Kelly Meashey spielte er 2002 das Album Songs of Living auf CIMP ein.